# Niełaz białoplamkowany
Niełaz białoplamkowany (Dasyurus albopunctatus) – gatunek drapieżnego ssaka z podrodziny niełazów (Dasyurinae) w obrębie rodziny niełazowatych (Dasyuridae). Mały ssak występujący endemicznie na Nowej Gwinei; według Międzynarodowej Unii Ochrony Przyrody jest gatunkiem bliskim zagrożenia.

## Taksonomia
Gatunek po raz pierwszy zgodnie z zasadami nazewnictwa binominalnego opisał w 1880 roku niemiecki zoolog Hermann Schlegel, umieszczając nowo opisany takson w rodzaju Dasyurus i nadając mu epitet gatunkowy albopunctatus. Miejsce typowe to Pegunungan Arfak, Sapoea, Ptasia Głowa, Manokwari, Papua Zachodnia, Indonezja. Holotyp to zamontowana skóra (sygnatura RMNH.MAM.37157.b) z wyjętą i oczyszczoną czaszką (sygnatura RMNH.MAM.37157.a) dorosłej samicy ze zbiorów Muzeum Historii Naturalnej w Lejdzie. Okaz typowy został odłowiony przez lokalnego misjonarza i przez handlarza o nazwisku Frank dostarczony do Muzeum w Lejdzie.
Analizy morfologiczne wykazały podobieństwa u niełazów z Nowej Gwinei (D. albopunctatus i D. spartacus), w szczególności w wyglądzie zębów przedtrzonowych, jednak analizy genetyczne (mtDNA i nDNA) wykazały, że są odrębnymi gatunkami. D. albopunctatus tworzy średnio wspierany klad z silnie wspartym analizami genetycznymi kladem złożonym z gatunków siostrzanych – D. geoffroii i D. spartacus.
Fragment drzewa filogenetycznego dotyczący rodzaju Dasyurus na podstawie analiz z 2017 roku:
|  | \| \| D. spartacus \| \| \| \| \| \| D. geoffroii \| \| \| \| |
|  |                                                               |
|  | D. albopunctatus                                              |
|  |                                                               |
|  | D. spartacus                                                  |
|  |                                                               |
|  | D. geoffroii                                                  |
|  |                                                               |

|  | D. spartacus |
|  |              |
|  | D. geoffroii |
|  |              |

|  | \| \| D. spartacus \| \| \| \| \| \| D. geoffroii \| \| \| \| |
|  |                                                               |
|  | D. albopunctatus                                              |
|  |                                                               |
|  | D. spartacus                                                  |
|  |                                                               |
|  | D. geoffroii                                                  |
|  |                                                               |

|  | D. spartacus |
|  |              |
|  | D. geoffroii |
|  |              |

|  | \| \| D. spartacus \| \| \| \| \| \| D. geoffroii \| \| \| \| |
|  |                                                               |
|  | D. albopunctatus                                              |
|  |                                                               |
|  | D. spartacus                                                  |
|  |                                                               |
|  | D. geoffroii                                                  |
|  |                                                               |

|  | D. spartacus |
|  |              |
|  | D. geoffroii |
|  |              |

|  | \| \| D. spartacus \| \| \| \| \| \| D. geoffroii \| \| \| \| |
|  |                                                               |
|  | D. albopunctatus                                              |
|  |                                                               |
|  | D. spartacus                                                  |
|  |                                                               |
|  | D. geoffroii                                                  |
|  |                                                               |

|  | D. spartacus |
|  |              |
|  | D. geoffroii |
|  |              |

Autorzy Illustrated Checklist of the Mammals of the World uznają ten gatunek za monotypowy.

### Etymologia
- Dasyurus: gr. δασύς dasús ‘włochaty, kudłaty’; οὐρά ora ‘ogon’[22].
- albopunctatus: łac. albus ‘biały’; nowołac. punctatus ‘cętkowany, plamkowany’, od łac. punctum ‘plama’, od pungere ‘ukłuć’[23].

## Rozmieszczenie geograficzne
Niełaz białoplamkowany występuje na Nowej Gwinei, gdzie jest szeroko rozpowszechniony (zarówno w części należącej do Indonezji, jak i Papui-Nowej Gwinei), ale nierówno rozmieszczony; zasięg obejmuje również wyspę Yapen. Nie notowany na nizinach w południowo-zachodniej części wyspy. Pojawiały się doniesienia o występowaniu niełaza białoplamkowanego na półwyspie Ptasia Głowa, ale nie jest pewne, czy na pewno tam występuje.

## Budowa
Długość ciała samic 24,1–27,5 cm, samców 22,8–35 cm, długość ogona samic 22,1–28 cm, samców 21,2–29 cm; masa ciała samic 520 g, samców 580–710 g. Dymorfizm płciowy przejawia się w większych rozmiarach i masie samców. Futro jest krótkie, przylegające do skóry i miękkie; podszerstek koloru ciemnobrązowego jest bardzo cienki. Ogólny kolor futra jest ciemnobrązowo-rudy, z licznymi białymi, małymi plamkami o średnicy 5–7 mm. Głowa jest krótka i szeroka, koloru ciemnobrązowego; uszy krótkie, zaokrąglone, prawie nagie. Szyja, przednia część grzbietu, boki ciała i zewnętrzne strony nóg są ciemno pręgowane; tylna część ciała jest ciemniejsza, prawie czarna. Podbródek, klatka piersiowa i brzuch są jaśniejsze, koloru bladożółtego lub rudego. Stopy są ciemnobrązowe; obecny paluch; podeszwy są nagie, z wyraźnymi opuszkami, poprzecznie prążkowane. Ogon długi, raczej pokryty krótkim włosem, jest koloru czarnego lub ciemnobrązowego, tępo zakończony. Czaszka jest krótka i mocno zbudowana – trzewioczaszka jest znacznie krótsza i szersza niż u innych gatunków. Nozdrza krótkie, szerokie, znacznie rozszerzone z tyłu. Okolica międzyoczodołowa szeroka, płaska, nie zagłębiona w linii środkowej, jej krawędzie są dobrze zaznaczone. Otwory podniebienne krótkie, ledwo sięgające do poziomu przedniej części kłów.

## Ekologia
Niełaz białoplamkowany zamieszkuje lasy, zarówno te wilgotne jak i zaburzone, do wysokości 3600 m n.p.m., jednak pomimo tak szerokiego zakresu wysokości, najczęściej występuje na wysokościach od 1000 do 1300 m n.p.m., zaś poniżej 1000 m n.p.m. jest rzadko spotykany. Donoszono o niełazach pojawiających się w wiejskich ogrodach i wkraczających do wiosek. Niełaz białoplamkowany prowadzi prawdopodobnie częściowo dzienny tryb życia, ale brak jest na ten temat szczegółowych informacji. 
Niewiele jest również informacji na temat zachowań społecznych niełazów białoplamkowanych – długość życia wynosi prawdopodobnie około 2 lata. Myśliwi z tubylczego ludu Mian donoszą, że odgłosy niełaza białoplamkowanego przypominają głos małego psa.
Duża część mieszkańców Nowej Gwinei szanuje niełaza białoplamkowanego, uważając go za groźnego drapieżnika; w opowieściach myśliwych z ludu Telefolmiin niełaz białoplamkowany atakował ofiary większe od siebie samego. Ludność tubylcza donosi również, że polowanie odbywa się częściej na drzewach niż na ziemi. Najwyraźniej nie boi się on zbliżać do ludzkich siedzib,  został np. złapany w obozie czwartej wyprawy Archbolda do Nowej Gwinei w 1953, dokąd został zwabiony zapachem ciał szczurów. Łowcy Mian donoszą, że wkracza do wiosek, by polować na szczury.

## Cykl życiowy
Rozród słabo poznany. W jednym z badań u jednej schwytanej samicy (która była niedojrzałym płciowo dorosłym osobnikiem, co wykazano po rozmiarze i stanie torby lęgowej) – w obszarze marsupium znajdowały się małe boczne fałdy oraz widocznych było sześć bardzo małych sutków. Samica ta była później obserwowana w niewoli przez 13,5 miesiąca i przez ten czas nie znalazła się w fazie rui. Po jej śmierci i przeprowadzonej sekcji stwierdzono, że układ rozrodczy jest bardzo mały, a pod mikroskopem nie da się rozpoznać jajników. Badania przeprowadzone na okazach muzealnych wskazały, że niełazy są zdolne do rozmnażania się przez cały rok – samice w okresie laktacji lub z młodymi w marsupium odławiano we wszystkich miesiącach roku z wyjątkiem lutego, października i grudnia. Samice z młodymi w torbie lęgowej były odławiane w różnych okresach – jedna w styczniu (długość głowy młodych 19 mm), jedna w kwietniu (długość głowy młodych 17,5 mm), jedna w maju (długość głowy młodych 18 mm) oraz jedna w czerwcu (długość głowy młodych 11,5 mm); różnorodna wielkość głów młodych niełazów wskazywała na rozpiętość dat urodzenia. Jedno z badań wykazało, że samica urodziła od 4 do 6 noworodków, które spędziły w marsupium około 2 miesięcy.

## Status zagrożenia
W Czerwonej księdze gatunków zagrożonych Międzynarodowej Unii Ochrony Przyrody i Jej Zasobów został zaliczony do kategorii NT (ang. near threatened ‘bliski zagrożenia’). Niełazy białoplamkowane są szeroko rozpowszechnione i lokalnie liczne, ale w wielu obszarach odnotowany jest spadek populacji. Spadki populacji są spowodowane działalnością człowieka, takimi jak rozwój rolnictwa oraz polowania przez psy domowe (Canis familiaris). Możliwe są również zagrożenia ze strony zdziczałych kotów domowych (Felis catus), potencjalna utrata siedlisk nizinnych na rzecz uprawy olejowców gwinejskich; potencjalne zagrożenie może stanowić introdukowana aga (Rhinella marina), podobnie jak w przypadku niełazów północnych (D. hallucatus) w północnej Australii. Miejscowa ludność zabija go zarówno z powodu smacznego według niej mięsa, jak i ochrony drobiu.